# 馮競文
馮競文（英語：Fung King-Man Virginia，1948年—）是香港九龍城區議會紅磡灣選區前區議員，前民主黨黨員。自1994年起循紅磡灣選區當選，至2007年遭取消資格。
馮於2006年被香港廉政公署控告一項串謀詐騙罪及四項提供虛假資料罪，指她於1998年9月至2004年9月間，涉嫌詐騙政府租金津貼。同案被告有同為民主黨的九龍城區議員劉定邦，及前區議員陸偉綱，案件共涉及款項約二十五萬港元。案件於2006年10月16日開審，馮在同年12月1日被判入獄十八個月，而劉定邦及陸偉綱則獲判無罪。馮因連續缺席三次區議會會議，於2007年5月24日失去區議員資格。其空缺由張仁康奪得，而馮氏辦事處則在8月初終止服務。
2007年8月，上訴庭維持馮的定罪判決，但減刑至馮可當庭釋放。

## 政治生涯
1994年區議會選舉，馮競文代表港同盟匯點出選，對手是自民聯梁強，最終馮以996票擊敗對手的911票。選後港同盟匯點合併成立民主黨，馮亦為創黨成員。
1999年區議會選舉，本區吸引到三人參選，除民主黨馮競文爭取連任，對上民建聯郭錦明報稱獨立候選人黎銘洪，最終由馮以1244票多於郭897票及黎的161票。
2003年區議會選舉，本區吸引到三人參選，除民主黨馮競文爭取連任，同屬泛民主派的民協由馮肇龍出選，對上報稱獨立候選人林映龍，基於七一效應帶動投票人數增加，馮競文以1,513票多於馮肇龍的890票及林映龍的843票。
2006年廉政公署控告馮競文一項串謀詐騙罪及四項提供虛假資料罪，指她於1998年9月至2004年9月間，涉嫌詐騙政府租金津貼。案件於2006年10月16日開審，馮在同年12月1日被判入獄十八個月，而同涉案的劉定邦及陸偉綱則獲判無罪。而馮因連續缺席三次區議會會議，於2007年5月24日失去區議員資格，觸發2007年7月29日的補選。該次補選由得到泛聯盟支持的張仁康對上獨立周忠良，結果由張以1,216票多於458票的周當選。
2007年區議會選舉，張仁康繼續參選，由於居民對馮競文騙租津案仍有印象，泛民區選聯盟由張漢揚出選，而馮肇龍改以獨立名義參選，最終張仁康以1,537票多於張漢揚的744票及馮肇龍的303票連任。
2011年區議會選舉，傳統泛民棄戰本區，人民力量派出立法會議員黃毓民助理符偉樂挑戰張仁康，結果張以1,994票多於符的640票。
2015年區議會選舉，泛民主派經協調後由工黨趙仕信出選挑戰經民聯成員的張仁康，然而馮競文重回本選區參選，由於其於雨傘革命期間積極投入抗爭，佔領活動遭警方清場後，仍於旺角活躍，繼續參與鳩嗚團的流動抗爭，更得到黃毓民支持，其後民主黨發出聲明，指其參選未經黨內中委會同意，涉違反黨紀，或會被開除黨籍。同場更有得到符偉樂支持的李淦鏘參選，結果在四人混戰下，張以1811票多於趙的1740票，只以不足100票之差擊敗對手,而馮得162票及李只得47票，由於後兩人得票不足5%，依例沒收選舉按金。
2015年10月2日，馮再次報名出選九龍城區議會紅磡灣區議員。民主黨發出聲明，指其參選未經黨內中委會同意，涉違反黨紀，或會被開除黨籍。
民主黨中委會於2015年11月26日開會，民主黨一致通過革除馮競文女士會籍，即時生效，是繼早前黃成智發表支持政改言論後，另一位被民主黨革除會籍的成員。
馮在2014年雨傘革命期間積極投入抗爭。佔領活動遭警方清場後，仍於旺角活躍，繼續參與鳩嗚團的流動抗爭，人稱「馮姨」。2015年8月24日起，馮每星期一於民間電台主持節目《傘下談鳩嗚》。

## 外部連結
- 廉署起訴現任及前任九龍城區議員涉嫌詐騙約二十五萬元租金津貼
- 香港政府憲報 （页面存档备份，存于）

| 香港區議會 | 香港區議會                                                 | 香港區議會    |
| ---------- | ---------------------------------------------------------- | ------------- |
| 首任       | 九龍城區議會 紅磡灣選區區議員 1994年10月1日至2007年5月24日 | 繼任： 張仁康 |